# فرهنگستان علوم کالیفرنیا
فرهنگستان علوم کالیفرنیا از بزرگترین موزه‌های تاریخ طبیعی جهان است. فرهنگستان کارش را از سال ۱۸۵۳ آغاز کرد که هم یک موزهٔ تاریخ طبیعی است، هم یک رصدخانه، و هم محل نگهداری بیش از ۲۰ میلیون تحقیق که از دانشمندان سراسر دنیا جمع‌آوری شده‌است.
. در سال ۲۰۰۸ ساختمان ۱۲۲هزار متر مربعی فرهنگستان با طراحی رنزو پیانو کاملاً بازسازی شد.

## تاریخچه
در غروب سال ۱۸۵۳، تنها سه سال پس از اینکه کالیفرنیا به ایالات متحده آمریکا پیوست و هفت مرد در سان فرانسیسکو در اتاقی که با شمع روشن شده بود گرد هم آمدند و بدینگونه اولین آکادمی علمی غرب سواحل اقیانوس اطلس، تأسیس شد.
آکادمی علوم کالیفرنیا به سرعت به یکی از محبوب‌ترین مکان‌ها در غرب تبدیل گردید، که سالیانه ۸۰،۰۰۰ بازدیدکننده به تماشای نقاشی ماموتهای پشمی غول پیکر، خرس گریزلی واقعی و نمونه‌های گیاهی بومی و آثار نادر می‌نشستند. اما زمانی که زلزله بزرگ در سال ۱۹۰۶ در شهر به وقوع پیوست، تعدادی از نمونه‌های دست‌ساز در خانه آکادمی از بین رفت و گم شد. این امر آخرین باری نیست که طبیعت از کسانی که به دنبال مطالعه، حفظ و حراست از آن می‌باشند هزینه می‌گیرد. در سال ۱۹۱۶، آکادمی بنای جدیدی در آمریکای شمالی در گلدن گیت پارک تأسیس نمود، جایی که بیش از چند دهه طول کشید تا بتواند جهت نگهداری مواردی از قبیل Steinhart آکواریوم، سالن آفریقایی Simson، سالن علوم، رصد خانه موریسون و بیشتر آماده شود.
سپس، در سال ۱۹۸۹، طبیعت مجدداً با زمین لرزه Loma Prieta آکادمی را متحمل خسارات عمده‌ای نمود که زمینه ساز شروع دوباره‌ای گردید.
آکادمی از این فرصت نادر به تجدید نظر در مورد آکادمی و کل موزه با در نظر گرفتن تجربیات به دست آمده با چشم‌اندازی جدید برای ایجاد یک مؤسسه پرداخت. این آینده نگری چیزی نبود جز ایجاد مکانی در قرن ۲۱ که آخرین تحقیقات علمی را از طریق تعامل بیشتر با عموم مردم، به آن‌ها آموزش داده و در اختیار آن‌ها قرار دهد.

بنای قدیمی این محوطه، شامل ۱۲ ساختمان جدا از هم بود، که هم‌اکنون همهٔ آن‌ها توسط ساختمانی مدرن که بر روی طبیعت محیط تأکید کرده به صورت یکپارچه درآمده. زیربنای این مجموعه چیزی در حدود ۱۰۲۰۰ متر مربع می‌باشد، با این وجود مقدار انرژی که در آن به هدر می‌رود، با استفاده از آخرین تکنولوژی‌های ساختمانی به کمترین مقدار خود کاهش یافته‌است. در سال ۲۰۰۸ ساختمان ۱۲۲هزار متر مربعی فرهنگستان با طراحی رنزو پیانو کاملاً بازسازی شد.

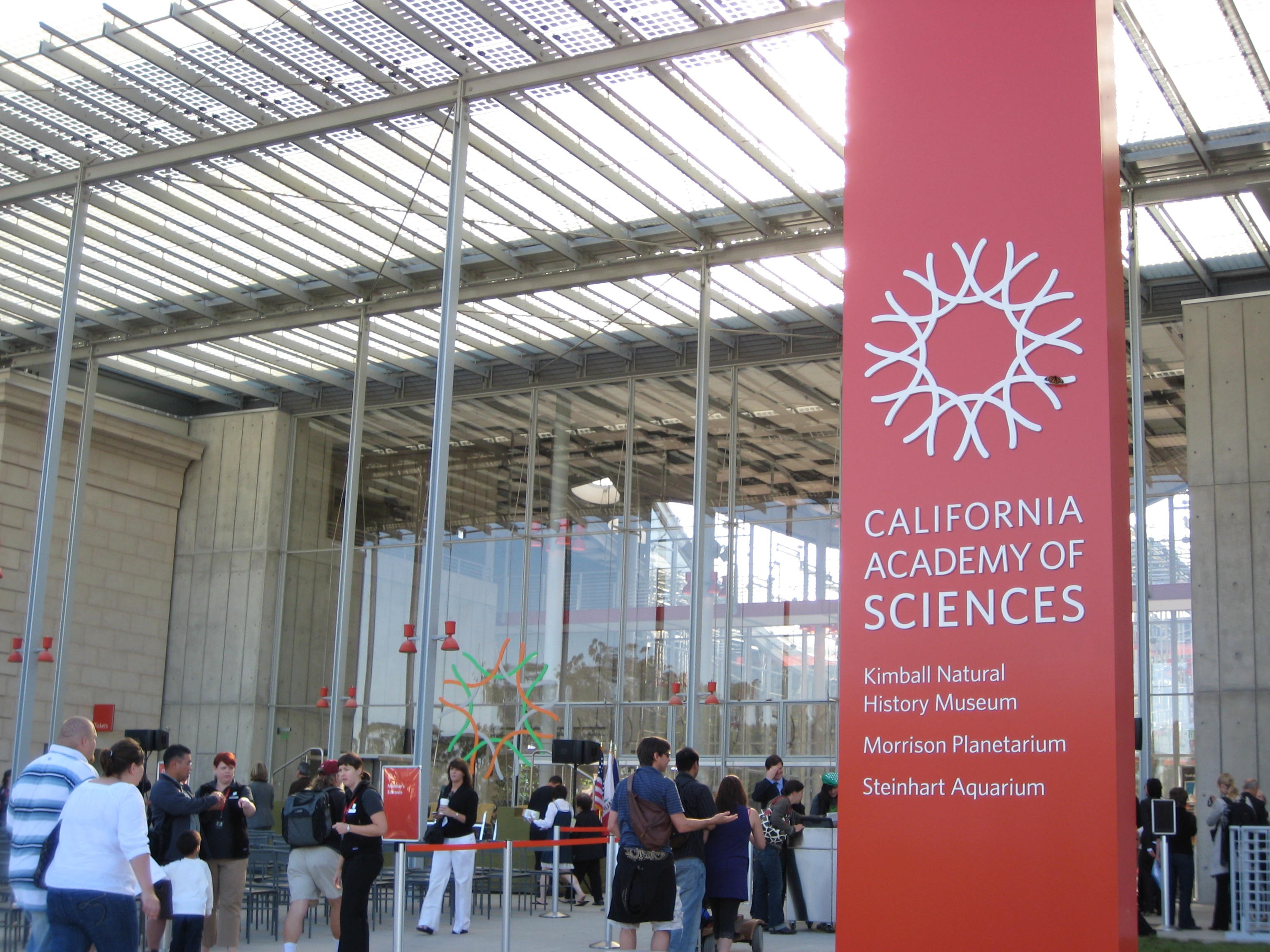
ساختمان جدید در روز بازگشایی

## ساختمان آکادمی علوم ایالت کالیفرنیا
ایدهٔ این بنا، مانند برداشته شدن تکه‌ای از زمین و ساختن بنا در زیر این تکه است، به‌طوری‌که کمترین ناهماهنگی و بی‌احترامی به طبیعت اطراف را داشته باشد. از این رو رنزو طرح خود را چنین توصیف می‌کند: "ما برای آکادمی کالیفرنیا، محلی ساخته‌ایم که هم از نظر بصری و هم از نظر عملکرد، جزئی از محیط اطرافش باشد، مثل اینکه تکه‌ای از زمین را برداشته باشید و زیرش یک ساختمان ساخته باشید. یکی دیگر از مشخصات این بنا که از اهداف رنزوپیانو بوده‌است می‌توان به ارتباط بین ساختمان و محیط اطرافش که به بهترین وجه به بینندگان القا شود اشاره نمود، به همین جهت در دیوارهای خارجی این بنا به مقدار بسیار زیادی شیشه استفاده شده‌است، و به بینندگان این امکان را می‌دهد تا از پیرامون بنا به تماشای موزه‌ای که در داخل آن وجود دارد بپردازند.

## پایداری بنای آکادمی
در آکادمی علوم کالیفرنیا، تمامی گیاهانی که بر روی سقف این بنا قرار گرفته‌اند کاملاً طبیعی هستند. حداکثر شیب گنبدهای این بنا ۶۰ درجه می‌باشد، اما این گنبدها که مانند تپه‌هایی بر بام این بنا قرار گرفته‌اند تنها برای زیبایی ظاهری نیستند، بلکه این تپه‌ها هم نقش یک رصد خانه و هم نقش نورگیری برای داخل بنا را نیز بازی می‌کنند. علاوه بر آنها، این گنبدهای تپه‌ای شکل، به وابستگی بین زمین و علوم زیستی جانداران اشاره دارد. و همچنین این بنا به وسیلهٔ این تپه‌ها مقدار زیادی از انرژی اش را ذخیره می‌کند. در حقیقت این تپه‌ها در روی سقف مانند دو بادگیر عمل می‌کنند. البته نه به صورت بادگیرهای سنتی، بلکه به شکلی هوشمند، به گونه‌ای که متناسب با دمای داخل بنا به صورت اتوماتیک باز و بسته می‌شوند و هوای داخل را تنظیم می‌نمایند.
سقف این بنا با ۶ اینچ خاک پوشانده شده‌است. این کار علاوه بر اینکه باعث می‌شود این سقف، عایق بسیار خوبی در برابر دما باشد (به‌طوری‌که دمای داخل بنا ۱۰ درجه خنک تر از دمای خارج است)، عایق بسیار مناسبی برای صدا هم هست (این سقف فرکانس صداها را تا ۴۰ دسیبل کاهش می‌دهد). علاوه بر همهٔ اینها، این سقف با جذب ۹۸ درصد از آب بارندگی‌های احتمالی، آب لازم برای آبیاری گیاهان را در تمام طول سال تأمین می‌کند.
از نکات جالب دیگر این بنا می‌توان به بازیافت ۹۰ درصد از زباله‌های به وجود آمده از تخریب آکادمی قدیمی کالیفرنیا اشاره نمود. به‌طوری‌که از ۹۰۰۰ تن بتن برجای مانده از تخریب ساختمان قبلی برای ساخت جاده ریچموند، و از ۱۲۰۰۰ تن فولاد بازیافت شده در اسکلت بنا استفاده شده‌است. همچنین در اطراف این بنا حدود ۶۰۰۰۰ سلول خورشیدی نصب شده که علاوه بر تولید سالانه ۲۱۳۰۰۰ کیلووات ساعت انرژی برق و جلوگیری از انتشار بیش از ۴۵۰۰۰۰ پوند گازهای گلخانه‌ای ناشی از تولید این مقدار انرژی، در محیط اطراف یک سایبان نیز ایجاد کرده. و می‌توان نمونه‌ای از مهندسی زیست بوم را در این اثر مشاهده نمود.

## سقف زنده موزه
قسمت برجسته و شاهکار آکادمی، سقف سبز زنده آن می‌باشد که در حدود ۴۰۴۷*۲ متر مربع وسعت دارد و با گیاهان خاص بومی پوشیده شده‌است. در بیانات رنزو پیانو سقف به تکه‌ای زمین تشبیه شده‌است که از سطح زمین کنده شده و بالا قرار گرفته تا در زیر آن بنای مورد نظر احداث شود. در واقع سقف آکادمی یکی از کامل‌ترین آثار برنامه‌های نمایشی موزه می‌باشد که علاوه بر طرح زیبا و شکیل، به عنوان یک طرح اکولوژی محیطی عمل می‌کند و قسمتی از آن قابل دسترسی برای بازدیدکنندگان می‌باشد تا از نزدیک مسائل آموزشی را در مورد معماری سبز و سایر موارد فرا بگیرند. سقف آکادمی یکی از بی سابقه‌ترین سقف‌هایی است که با ۷ گنبد و تپه‌های شیب دار شاهکار این معمار معروف می‌باشد که دید جالب و جسورانه‌ای به این طرح داشته‌است. تپه‌های روی سقف باعث شده تا فضای داخل موزه به صورت یک سیاره رویت شود که آسمان این فضا مانند آسمان یک جنگل بارانی است. این سطح سبز شامل نورگیرهای زیادی است که در تهویه و رساندن نور به داخل مجموعه نقش اساسی دارند.
پانل‌های ترکیبی خورشیدی به وسعت ۹ متر مربع در سقف وجود دارد که همواره به صورت سایبان عمل می‌کنند. چند لایه بودن سقف آن را در برابر عوامل خارجی محافظت می‌کند و زیرسازی مناسبی برای گیاهان بومی محسوب می‌شود و در واقع لایه‌های تو در توی پیچیده‌ای که در سقف وجود دارد فرم زنده آن را به وجود می‌آورند. طراحی آن به صورتی است که آب باران را جمع می‌کند و شیب و فرم تپه همواره در جهتی شکل گرفته که هوای خنک را به میدان مرکزی هدایت می‌کنند. سعی شده‌است که سقف مذکور جریان آبی را که شامل ناصافی‌ها و ضایعات می‌باشد حداقل تا ۵۰ درصد کاهش دهد.کاشت سیستم زنده سقف به این صورت است که گیاهان در چند ردیف در قالبهای جدا از هم بر روی زمین پرورش داده شوند و بعد با چرخ باربری به سقف منتقل گردند. بازدید کنندگان این مرکز علمی شاهد هیچ گونه برج تهویه غول پیکر و مولد اضطراری نخواهند بود و آنچه به چشم می‌خورد زندگی و طبیعت در حال جریان داخل موزه می‌باشد و تمام سیستم‌های کاربردی و تأسیساتی در زیر زمین با فاصله زیادی از بنا دفن خواهند شد. انرژی مصرفی آکادمی ۳۰ درصد کمتر از احتیاجات مورد نیاز می‌باشد و ۶۰۰۰۰ پیل ولتایی در سقف تقریباً ۲۱۳۱۰۰ کیلو وات انرژی سالیانه را فراهم می‌کنند که تقریباً معادل ۵ درصد انرژی آکادمی می‌باشد که آکادمی نیاز دارد.

## فضای داخلی آکادمی
این مرکز علمی شامل نمایشگاهی است به صورت یک آکواریوم و فضای سیاره‌ای شکل که دارای کیفیتی عالی است و با اینکه هر دو فضای نام برده شده به صورت فضای مستقل و جدا عمل می‌کنند ولی مرز آن‌ها در میدان مرکزی با هم ترکیب شده و با این پیوستگی و پیچیدگی، نظم جهان طبیعی به معرض نمایش گذاشته می‌شود. یکپارچه شدن آکواریوم، سیاره و موزه یک موقعیت شگفت‌آور و امکان رویت پیوستگی زمین و اقیانوس و فضا را به وجود آورده‌است. آکواریوم‌ها طوری طراحی شده‌اند که آب آن‌ها از طریق پمپاژ کردن آب نا خالص از سیستم مرکزی به سهولت تعویض شوند. حتی این سیستم‌ها همواره ضایعات را تصفیه کرده و آب سالمی را به گردش در می‌آورند. فضای نمایشی آکواریوم و سیاره و جنگل بارانی آکادمی همواره از بیرون با نمایی که ماهرانه طراحی شده‌است و قابل رویت هستند. میدان مرکزی آکادمی که قسمت اندکی از آن شفاف است محل تجمع افراد و به اصطلاح لابی مجموعه می‌باشد و یک سیستم پرده‌ای هوشمند این لابی را در مقابل آفتاب و باران محافظت می‌کند. در این موزه هیچ جدایی بین فضای داخل و خارج وجود ندارد و هدف و ایده‌ای که در آن نهفته است یکی کردن درون و بیرون بنا می‌باشد.

## بام سبز آکادمی علوم کالیفرنیا
نصب و راه‌اندازی پشت بام به مساحت ۱۹۷،۰۰۰ فوت مربع با استفاده از گونه‌های گیاهی بومی به اندازه کافی چالش‌برانگیز است.
رانا کریک، که با پیانو کار می‌کرد برای طراحی سقف، به توسعه و ثبت یک راه حل به نام BioTray پرداخت. آن‌ها ۵۰،۰۰۰ محفظه سینی شکل تجدید پذیر از شیره درخت و پوسته نارگیل به عنوان ظروف برای پوشش گیاهی استفاده کردند. این سینی بر روی پشت بام هم مانند کاشی در کنار همدیگر قرار گرفتند و به وسیله در آمیخته شدن ریشه‌های گیاهان محکم شدند. پس از ایجاد بام سبز بر روی پشت بام، فضایی ایجاد شد که بازدیدکنندگان بتوانند منظره دلنشینی را هم از بام آکادمی و هم از فضای اطراف داشته باشند. این مناظر حیات وحش بومی پرندگان، پروانه‌ها و حشرات سانفرانسیسکو را شامل می‌شد.
بام سبز ایجاد شده بر روی آکادمی علوم کالیفرنیا این امکان را می‌دهد که فضای داخلی در فصول گرم سال تا ۱۰ درجه خنک تر شود و همزیستی ساختمان را با محیط اطراف خود در پارک گلدن گیت سرعت می‌بخشد. با توجه به گیاهان بومی سانفرانسیسکو که در فصل زمستان به خواب می‌روند و نیازمند سر سبز بودن ساختمان در تمامی فصول سال، طراحان این بنا را ملزم به ترکیب گیاهان بومی و غیر بومی نمود.
سقف ۱۰۶،۵۰۰ فوت مربع توان ذخیره ۳٫۵ گالن آب باران را دارد و از هرز رفتن آن جلوگیری می‌کند بدین‌صورت که در اطراف پانل‌های سینی شکل گیاهان که به تعداد مشخص در کنار هم بافته شده‌اند یک شبکه گابیون مشکی رنگ کشیده شده که از قلوه سنگ‌ها پر گشته‌اند و با توری سیمی محکم شده‌اند. این گابیون‌ها هم وظیفهٔ جمع‌آوری آب باران و هم محکم نگاه داشتن محفظهٔ گیاهان بر عهده دارد.
سقف آکادمی کالیفرنیا شامل پانل‌های خورشیدی به اندازه کافی برای جلوگیری از انتشار ۴۰۵٫۰۰۰ £ از گازهای گلخانه‌ای در سال است. سایبان شیشه‌ای بزرگ که در اطراف سقف وجود دارد شامل ۶۰۰۰۰ سلول‌های فتوولتائیک می‌باشد و سالیانه حدود ۲۱۳۰۰۰ کیلووات ساعت انرژی تولید می‌کند.

## مطالعه بیشتر
- Natural Phenomenon، by Matt Tyrnauer, Vanity Fair, May 2008
- Cutting Edge Construction - National Geographic Channel
- Concrete and Strawberries بایگانی‌شده  در ۱۴ سپتامبر ۲۰۰۸ توسط Wayback Machine - California magazine, September 2008
- Beyond Green - California Home + Design, September 2008